# Renée Legrand
Renée Legrand est une présentatrice de la télévision française, née Renée Friant le 17 août 1935 à Brest (Finistère), et morte le 17 septembre 1995 à Paris 14e.

## Biographie

### R.T.F.
Le père de Renée Friant est militaire à Kehl (Allemagne), encore en zone occupée, en 1952, lorsqu'elle fait des études à Strasbourg, où elle commence sa carrière comme présentatrice à la station régionale RTF d'Alsace.

### O.R.T.F.
Elle se marie, a deux enfants, mais devient veuve dès 1963. Elle est alors choisie par des téléspectateurs, parmi douze éventuelles speakerines différentes, pour être l'une des quatre de celles qui présenteront le programme de la nouvelle deuxième chaîne nationale de télévision, depuis Paris,, sous le pseudonyme voire nom marital de Legrand quant à elle.
Renée Legrand restera à l'ORTF jusqu'à son éclatement, au début de 1975.

### Couvertures
Comme ses consœurs speakerines, Renée Legrand fait la Une de nombreux magazines français, au cours des années 1960 et 1970, comme :
- Télérama no 757 du 19 juillet 1964 ;
- Femmes d'aujourd'hui no 803 du 26 août 1964 ;
- Télé Poche no 64 du 1er avril 1967 ;
- Télé 7 jours no 400 du 10 novembre 1967 ;
- Femmes d'aujourd'hui no 1208 du 26 juin 1968.

### Autres activités télévisuelles, voire cinématographiques
Le site de l'I.N.A. a mis en téléchargement le feuilleton de 1966 "La Trompette de la Bérézina", où elle joue aux côtés de Christiane Minazzoli et de Dominique Paturel.
Renée Legrand écrit, toujours en 1966, le scénario d'un téléfilm réalisé par Robert Valey, Alors que passent les jours.
Elle est à l'origine du téléfilm Rue de Buci, scénarisé par son mari en secondes noces Michel Laclos (infra), et réalisé par Gérald Duduyer, en 1972.
Elle tient son propre rôle dans l'émission de Pierre Dac Les Humoristes.
On la voit en annonce speakerine dans Le mouton enragé, aux côtés de Romy Schneider, Jean-Louis Trintignant, Jane Birkin, Jean-Pierre Cassel.

### Antenne 2
Elle est engagée sur Antenne 2, dans la foulée de l'éclatement de 1975 supra, comme l'une des principales speakerines de la nouvelle deuxième chaîne de télévision française, toujours publique. Elle quitte cette chaîne et la télévision quelques années plus tard.

### Fin de vie
Elle meurt en 1995, et est incinérée au cimetière du Père-Lachaise.
Sa fille a longtemps été la scripte de l'emission Des chiffres et des lettres.

## Discographie
En 1969, elle enregistre, chez RCA, deux 45 tours pour les enfants, dont elle a écrit les textes :
- Petit Pierre et Moune - RCA 87.096 ;
- Petit Pierre à la campagne - RCA 87.097.

## Publications
Elle collabore d'abord, en 1971, avec Michel Laclos, le célèbre créateur de grilles de mots croisés, et son second mari, pour Les Grilles de Paris -  99 mots croisés imaginés par 99 célébrités du Tout-Paris, aux éditions Albin Michel.
En 1978-1979, Renée Legrand écrit plusieurs livres pour enfants, sortis dans la collection Hachette Bibliothèque rose,. Les illustrations sont de Marie Chartrain.
- Mousse et le Valet de carreau,
- Mousse monte sur les planches,
- Mousse dans l'île aux rascasses,
- Mousse et les Trois Bagnards.

## Sources
- Jean-Jacques Ledos, L'Âge d'or de la télévision: 1945-1975, éd. L'Harmattan, 2007, p. 224  (ISBN 2296179312)